# Пнево (Подляское воеводство)
Пнево (пол. Pniewo) — деревня в Ломжинском повете Подляского воеводства Польши. Входит в состав гмины Ломжа. По данным переписи 2011 года, в деревне проживало 615 человек.

## География
Деревня расположена на северо-востоке Польши, к югу от реки Нарев, на расстоянии приблизительно 12 километров к юго-востоку от города Ломжа, административного центра повета. Абсолютная высота — 108 метров над уровнем моря. К юго-западу от Пнево проходит региональная автодорога 679.

## История
Согласно «Списку населенных мест Ломжинской губернии», в 1906 году в деревне Пнево проживало 1142 человека (570 мужчин и 572 женщины). В конфессиональном отношении большинство население деревни составляли католики (986 человек), остальные — евреи. В административном отношении деревня входила в состав гмины Пухалы Ломжинского уезда.
В период с 1975 по 1998 годы деревня являлась частью Ломжинского воеводства.

## Вторая мировая война
Вблизи Пнево расположено место массового захоронения жертв казней времён гитлеровской оккупации.